# Karl Lauterbach
Karl Wilhelm Lauterbach (Düren, 1963. február 21. –) németországi politikus és orvos, 2021-től Németország egészségügyi minisztere..

## Élete
Lauterbach Dürenben született és Oberzierben nőtt fel.
1996-ban feleségül vette Angela Spelsberget, aki epidemiológus és orvos. 2010-ben elváltak. Négy közös gyermek van. 

## Politikai karrier
2001 az SPD tagja lett.
2005-ben a Bundestag képviselője lett. 

## Publikációk (válogatás)
- Mit Markus Lindlar: Informationstechnologien im Gesundheitswesen. Telemedizin in Deutschland. Gutachten. Friedrich-Ebert-Stiftung, Bonn 1999, ISBN 3-86077-820-X.
- Mit Markus Lüngen: DRG-Fallpauschalen. Eine Einführung. Anforderungen an die Adaption von Diagnosis-related groups in Deutschland. Gutachten im Auftrag des AOK-Bundesverbandes. Schattauer, Stuttgart 2000, ISBN 3-7945-2076-9.
- Karl Lauterbach (Hrsg.): Herz: cardiovascular diseases. Band 25, Nr. 5. Urban und Vogel, München 2000, S. 473–556.
- Mit Markus Lüngen, Karin Wolf-Ostermann: Krankenhausvergleich. Betriebsvergleich nach § 5 Bundespflegesatzverordnung. Schattauer, Stuttgart 2001, ISBN 978-3-7945-2144-9.
- Mit Matthias Schrappe: Gesundheitsökonomie, Qualitätsmanagement und evidence based medicine. Eine systematische Einführung. Schattauer, Stuttgart 2001 (3. Auflage 2010, ISBN 978-3-7945-2576-8).
- Als Hrsg. mit Markus Lüngen: Ergebnisorientierte Vergütung bei DRG. Qualitätssicherung bei pauschalierender Vergütung stationärer Krankenhausleistungen. Springer, Berlin 2002, ISBN 3-540-42818-6.
- Mit Timm Volmer: Arzneimitteltherapie – Über-, Unter- und Fehlversorgung. Was leisten „neue Steuerungsinstrumente“? Schattauer, Stuttgart 2002, ISBN 3-7945-2132-3.
- Mit Markus Lüngen: DRG in deutschen Krankenhäusern. Umsetzung und Auswirkungen. Schattauer, Stuttgart 2003, ISBN 3-7945-2262-1.
- Mit anderen: Bestandsaufnahme der Rolle von Ambulanzen der Hochschulkliniken in Forschung, Lehre und Versorgung an ausgewählten Standorten (Hochschulambulanzenstudie). Ein Gutachten im Auftrag des Bundesministeriums für Bildung und Forschung. Sankt Augustin 2003.
- Mit Stephanie Stock, Helmut Brunner (Hrsg.): Gesundheitsökonomie. Lehrbuch für Mediziner und andere Gesundheitsberufe. Huber, Bern 2006 (3. Auflage 2013, ISBN 978-3-456-85283-6).
- Der Zweiklassenstaat. Wie die Privilegierten Deutschland ruinieren. Rowohlt, Berlin 2007, ISBN 3-87134-579-2.
- Mit Stephanie Stock, Marcus Redaèlli: Wörterbuch Gesundheitsökonomie. Kohlhammer, Stuttgart 2007, ISBN 3-17-019153-5.
- Gesund im kranken System. Ein Wegweiser. Rowohlt, Berlin 2009, ISBN 3-87134-625-X.
- Karl Lauterbach: Die Krebsindustrie – Wie eine Krankheit Deutschland erobert. Rowohlt, Berlin 2015, ISBN 978-3-87134-798-6, S. 288.

## Fordítás
- Ez a szócikk részben vagy egészben  a   Karl Lauterbach című német Wikipédia-szócikk fordításán alapul.  Az eredeti cikk szerkesztőit annak laptörténete sorolja fel. Ez a jelzés csupán a megfogalmazás eredetét és a szerzői jogokat jelzi, nem szolgál a cikkben szereplő információk forrásmegjelöléseként.